# Lill-Björktjärnen, Norrbotten
Lill-Björktjärnen är en sjö i Piteå kommun i Norrbotten och ingår i Byskeälvens huvudavrinningsområde.